# Quietus (Silent Reverie)
Quietus (Silent Reverie) è un singolo del gruppo musicale olandese Epica, pubblicato il 21 ottobre 2005 come secondo estratto dal secondo album in studio Consign to Oblivion.

## Tracce
CD singolo (Paesi Bassi)
1. Quietus (Silent Reverie) – 3:54
2. Linger (Orchestral Version) – 4:17

CD maxi-singolo (Paesi Bassi)
1. Quietus (Silent Reverie) – 3:54
2. Crystal Mountain (Orchestral Version) – 5:01 – originariamente interpretata dai Death
3. Quietus (Grunt Version) – 3:45
4. Crystal Mountain – 4:48 – originariamente interpretata dai Death